# 정자 (건축)

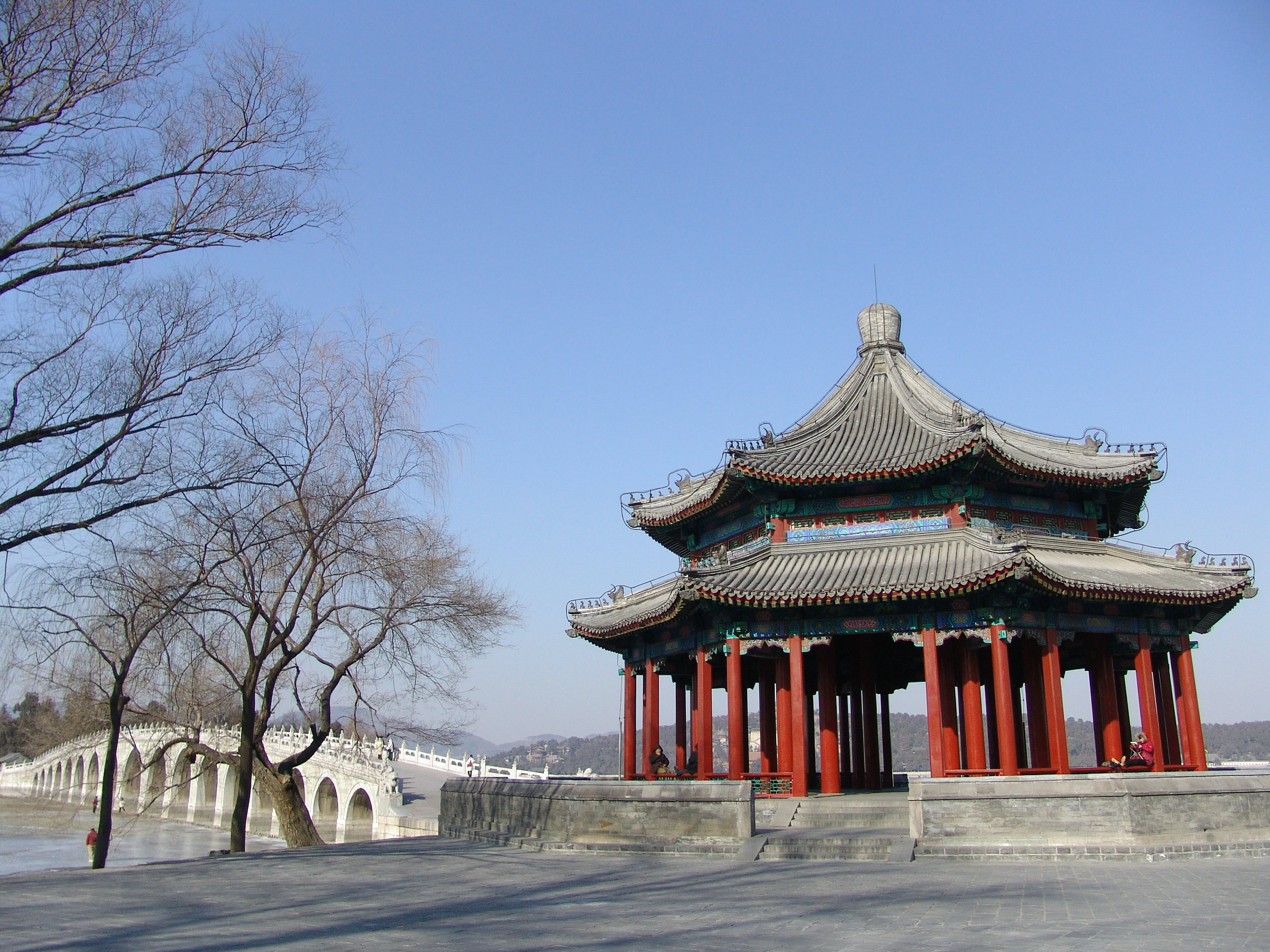
중국 이화원에 있는 정자.

정자(亭子)는 주로 경관을 감상하기 좋은 위치에 짓는 동아시아 전통의 건축물이다. 누각보다는 작다. 정자는 주변 경관을 볼 수 있게끔 방이나 문 없이 탁 트이게 지었다.

## 어원
정자를 나타내는 한자 ‘亭’(정)은 뜻에 해당하는 ‘高’(고)와 소리에 해당하는 ‘丁’(정)이 합쳐진 글자로, 그 글자 자체는 ‘높게 지어진 건축물’을 뜻한다. 《설문해자》에는 ‘사람이 편하게 머무는 곳’으로 풀이되어 있다. 진나라 때 정(亭)은 행정구역을 나타내는 글자로도 쓰였는데, 행정구역으로서 정은 대개 10리마다 설치되었으며, 10개의 정이 1개의 향을 이루었다. 명나라의 조원가 계성(計成)이 지은 《원야》(園冶)에는 정(亭)은 여행하다가 잠시 머물며 쉴 수 있는 곳, 사(榭)는 구조나 형태가 정해짐 없이 경관에 기대었을 때에야 완성되는 곳이라고 풀이되어 있다.

## 위치와 기능
생활공간과 가깝게는, 정자는 주변 경관을 잘 감상할 수 있도록 집의 뒷동산이나 마을에서 높은 구릉지에 지었다. 모정(茅亭)은 초가지붕을 올린 민간의 정자로, 경관 감상을 위한 것이 아니었기에 마을 어귀에 농사 짓는 곳과 가까이 지었다.
생활공간과 멀게는, 산을 등지고 경관을 감상할 수 있게끔 높은 산이나 언덕, 절벽 따위에 지었다. 강이나 호수, 바다 등 물가를 면한 곳에도 정자를 지었다.
궁궐이나 정원 등 특별한 공간에도 정자를 지었다. 궁궐에서 정자는 보통 후원(정원)에 지었다. 중국 정원(원림)에서는 누각과 정자를 모두 짓기는 하였으나 정자를 더 짓는 편이었다. 연못 주변에 정자를 배치하여 경관을 아름답게 꾸미기도 하였다. 원림에 짓는 정자는 연회와 경관 조망의 공간으로 쓰였다. 원림에 둔 정자에서 바라보는 풍경은 정자가 가진 소유물은 아니지만, 정자에서 보이는 대로 바라볼 수 있는 것은 오직 정자에서만이었다. 중국과 일본인들은 원림 안에 정자를 두었을 때 정자에서 바라보는 원림의 경관이 부족하다면 원림 바깥의 것을 차경(借景)한다고 하는 개념이 있었다. 차경은 대개 사계절의 변화에 따라 먼 곳의 풍경, 이웃한 곳의 풍경, 고개를 들고 바라보는 풍경, 고개를 구부리고 바라보는 풍경 등 모든 풍경을 빌려 감상자가 경관을 오롯이 체험할 수 있도록 하는 것이었다.
정자는 연회나 행사를 열 뿐 아니라 학문을 강(講)하고 무엇보다 쉼을 위한 공간이었다. 전근대의 유학자들은 정자를 주변 경치를 모두 볼 수 있는 거점으로 인식하면서, 정자에서 바라볼 수 있는 경관을 석경(石景), 수경(樹景), 수경(水景) 등으로 구분하기도 하였다. 특별히, 중국에서는 정자를 지을 때에 바깥에서 정자를 바라보면 어떻게 보일지와 정자 안에서 바깥 경치를 바라보는 것을 모두 중시하였다.

## 형태

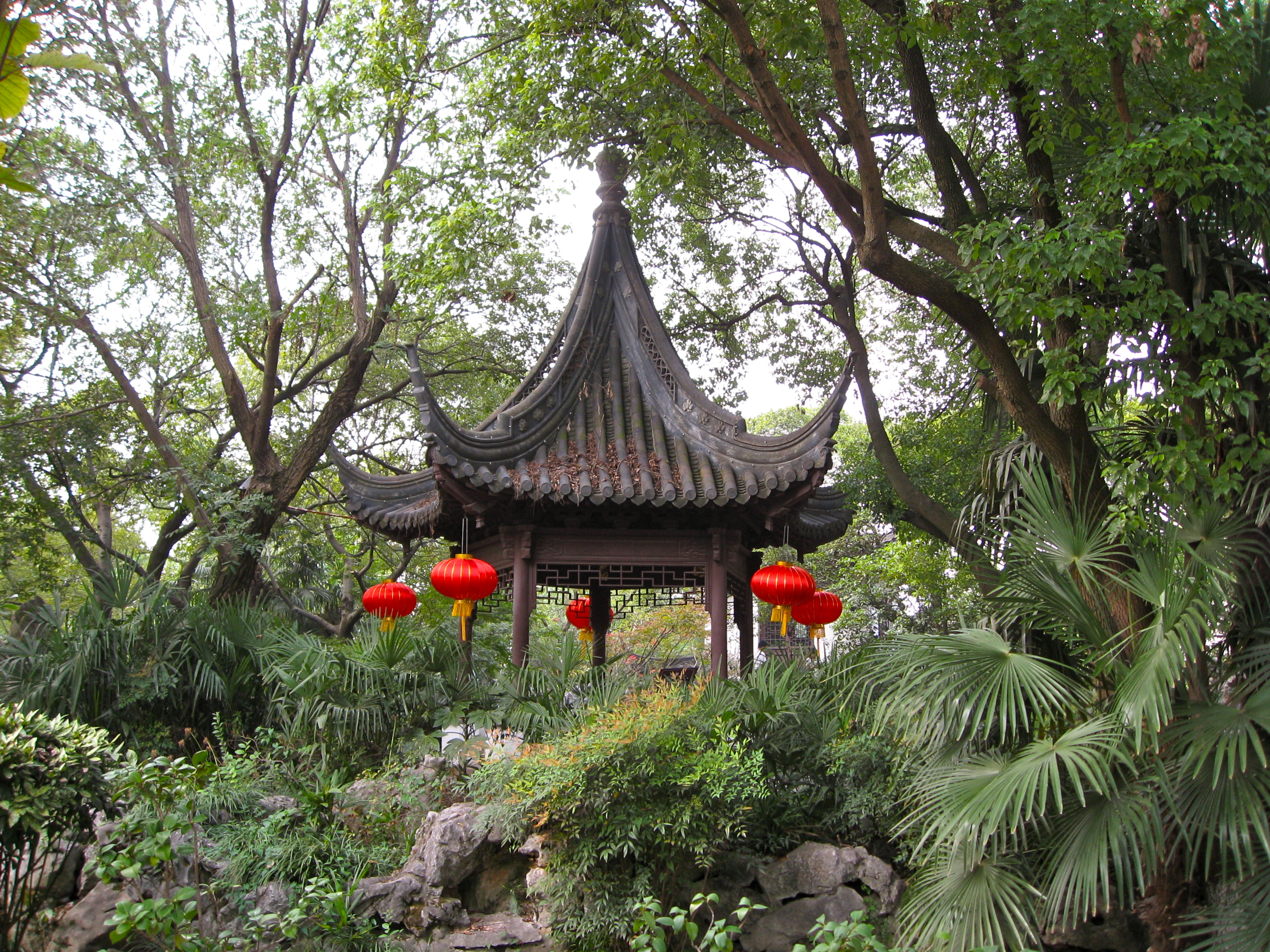
지붕 끝을 높게 올린 상하이 칭푸구 주자자오의 정자.

정자의 형태는 지붕에 따라 구분된다. 정자에 쓰이는 지붕으로는 삼각지붕, 사각지붕, 육각지붕, 팔각지붕, 둥근 모임지붕, 헬멧 모양의 회정(盔頂), 모임지붕의 위가 잘린 녹정(盝頂) 등이 있다. 건축 설계에 관한 송나라의 책 《영조법식》(營造法式)에는 추녀를 쌓아 정자의 모임지붕을 만드는 방식이 기록되어 있다. 지붕 한 면의 전체에 해당하는 큰 추녀 위에 작은 추녀 세 개를 점차 가파르게 하여 쌓아 올린다. 이렇게 하면 지붕면이 적당한 곡선을 이루면서 형성되며, 지붕은 멀리서 보면 피라미드나 원뿔 모양처럼 된다.
중국의 정자는 추녀가 하늘로 솟았다. 지역에 따라 다르나 북방 지역의 정자는 지붕의 곡선이 적당한 반면, 남방 지역의 정자는 하늘로 치솟을 듯 매우 가파르게 한다.

## 역사
이전에는 군사적 목적으로만 정자와 같은 건축물을 지었지만, 당나라 때부터는 멀리 경관을 감상하기 위한 목적으로도 짓게 되었다.

## 같이 보기
- 파빌리온

## 참고 문헌
- 궈칭화 (2006) [1999]. 《중국 목조건축의 구조》. 번역 윤재신. 경기: 동녘. ISBN 8972975117.
- 박경자 (2015). 《한국의 정원》. 서울: 서교출판사. ISBN 9791185889177.
- 윤장섭 (1999). 《中國의 建築》. 서울: 서울대학교출판부. ISBN 8952100042.
- 자오광차오 (2020) [2018]. 《나무로 집 지은 이야기만은 아니랍니다》. 번역 한동수; 이정아; 차주환. 서울: 미진사. ISBN 9788940806012.
- 팡용 (2019) [2010]. 《중국전통건축》. 번역 탕쿤; 신진호. 서울: 민속원. ISBN 9788928513574.
- 한국전통조경학회 (2009). 《동양조경문화사》. 서울: 대가. ISBN 9788962850239.